# スベンスカ・ハンデルスバンケン
スベンスカ・ハンデルスバンケン（ハンデルス銀行、スウェーデン語: Svenska Handelsbanken AB）は、スウェーデン・ストックホルムに本社を置く銀行。スウェーデン国内および世界14か国に店舗を展開し、スウェーデンの主要銀行の一つとなっている。商業銀行としての側面に加え、資産運用や生命保険業務も取り扱う。ナスダック・ストックホルム上場企業。

## 沿革
スベンスカ・ハンデルスバンケン（「スウェーデン商業銀行」の意味）は、1871年7月、ストックホルム・エンスキルダ・バンケン（1856年設立、現在のスカンジナビスカ・エンスキルダ・バンケン）の設立メンバーのうち紛争で辞職したメンバーと、ストックホルムの指導的な市民により、Stockholms Handelsbankの名称でストックホルム旧市街に設立された。
すぐにストックホルム有数の銀行となり、1873年にストックホルム証券取引所に上場した。1893年にLouis Frænckelの率いる銀行と経営統合が行われ（1911年のLouis Frænckelの死と共に解消）、この時期1896年に公証人制度を開始、 1899年に有価証券の取扱いを開始、1906年にJulius Geber & Co banking companyを合併し、国際的な取引を扱う銀行へと成長した。
第一次世界大戦中にスウェーデン中部・北部の中小銀行の合併を続け、戦時中3年で店舗数は3倍以上に増加、1918年にヨーテボリとマルメに店舗が開業し、全国規模の銀行となり、1919年に現在の名称に改称した。大戦後の戦時不況で1922年、初めて赤字決算に陥ったが、1920年代後半には回復、世界恐慌に伴う収支悪化は慎重な経営により切り抜けた。
第二次世界大戦中の1943年、一時的に持株会社の体制を取った。戦後も他銀行の合併を続け、ストックホルム郊外を中心に店舗は増加した。1960年代後半、学生を中心に資本家を敵視する風潮の強まる中、ハンデルスバンケンはメディアの批判対象となり、1970年にCEOのRune Höglundが辞職する騒動が起こった。新たにCEOとなったJan Wallanderは、店舗数の増加を抑え、地方店舗の運営の自主性を高め、収支改善を重視する経営改革を行った。1980年代後半以降、スウェーデンの金融機関の収支が軒並み悪化し国有化される銀行も出たが、ハンデルスバンケンの収支はスウェーデンの主要銀行中最少の悪化に止まり、結果国内シェアを増加させている。

## 国際展開
1980年代以降、法人需要を対象とした国際展開を進め、1990年代にはデンマーク、ノルウェー、フィンランドで店舗数の増加に伴う組織再編が行われた。1999年にイギリスで最初の店舗が開業、イギリス事業は2000年代を通じて成長し、2016年に200店舗を突破、スウェーデン以外では最多の店舗数を持つに至っている。ヨーロッパ各国のほか、アメリカ合衆国やシンガポール、中国にも店舗を持つ。